# Tiếng Chulym
Tiếng Chulym (Ось тили, тадар тили) là ngôn ngữ của người Chulym. Nó được sử dụng ở Nga, trên nhiều địa điểm khác nhau dọc theo sông Chulym. Ngôn ngữ này có nguy cơ tuyệt chủng và được liệt kê trong Sách đỏ của UNESCO. Theo điều tra dân số Nga năm 2010, trong số 355 người Chulym chỉ có 44 người nói được tiếng mẹ đẻ.
Tiếng Chulym có hai phương ngữ là Hạ Chulym và Trung Chulym (Melets).

## Phân loại
Chulym bao gồm hai phương ngữ riêng biệt với nhiều phương ngữ phụ, tương ứng với các địa điểm dọc theo sông Chulym. Tên bản địa của chúng được viết nghiêng.
- Hạ Chulym (hiện được cho là đã tuyệt chủng)
  - Küärik, küärik jon (Koryukovskaya volost)
  - Ketsik (Kurchikova volost)
  - Yezhi, je:ži jon (Baygul'skaya volost)
  - Yatsi, jatsi jon (Yachinskaya volost)
  - Chibi, tš'ibi d'on (Kyzyldeyeva volost)
- Trung Chulym
  - Tutal, tutaɫ tš'onu (Tutal'skaya volost, huyện Teguldetsky, tỉnh Tomsk)
  - Melet, pilet tš'onu (Meletskaya volost, huyện Tyukhtetsky, vùng Krasnoyarsk)

## Hình thái và cú pháp học

### Đại từ nhân xưng
Có 6 đại từ nhân xưng trong tiếng Chulym:
| Số ít        | Số ít           | Số nhiều      | Số nhiều            |
| Tiếng Chulym | Tiếng Việt      | Tiếng Chulym  | Tiếng Việt          |
| ------------ | --------------- | ------------- | ------------------- |
| Мян (mæn)    | tôi             | Пис (pis)     | chúng tôi, chúng ta |
| Сян (sæn)    | bạn             | Силяр (silær) | các bạn             |
| Ол (ol)      | anh ấy/cô ấy/nó | Олар (olar)   | họ, chúng           |

### Cú pháp học
Chulym sử dụng cấu trúc câu chủ-tân-động và từ đứng sau, giống như nhiều ngôn ngữ Turk lân cận.

## Âm vị học

### Phụ âm
|         | Môi      | Chân răng          | Vòm           | Ngạc mềm     | Thanh hầu |
| ------- | -------- | ------------------ | ------------- | ------------ | --------- |
| Bật     | /p/, /b/ | /t/, /d/ /t'/ (LC) |               | /k/, /g/     | /ʔ/       |
| Xát     | /v/      | /s/, /z/           | /ʃ/, /ʒ/      | /h/~/x/, /ɣ/ |           |
| Tắc xát |          | /t͡s/, /d͡z/ (LC)    | /ç/, /ʝ/ (MC) |              |           |
| Mũi     | /m/      | /n/ /n'/ (MC, K)   |               | /ŋ/          |           |
| Lỏng    |          | /l/, /r/           |               |              |           |
| Lướt    |          |                    | /j/           |              |           |

Nguồn:

## Chữ viết
Bảng chữ cái Kirin tiếng Chulym:
| А а | Б б   | В в | Г г | Ғ ғ |  |
| Д д | Дж дж | Е е | Ё ё | Ж ж |  |
| З з | И и   | Й й | К к | Л л |  |
| М м | Н н   | Ҥ ҥ | О о | П п |  |
| Р р | С с   | Т т | У у | Ф ф |  |
| Ц ц | Ч ч   | Ш ш | Щ щ | Ъ ъ |  |
| Ы ы | Ь ь   | Э э | Ю ю | Я я |  |